# Vanessa Busse
Vanessa Busse (* 1. Oktober 1980 in Günzburg; † 5. Oktober 2017 in Augsburg) war eine deutsche Autorin, die als Sängerin unter dem Pseudonym Vanessa Saturn arbeitete.

## Leben
Busse wuchs in Bayern auf, studierte Betriebswirtschaft und lebte in Baden-Württemberg, Berlin, Japan (Tokio, Kyoto und Osaka) und zuletzt in Augsburg. Als Kind las sie gerne Science-Fiction-Romane und begann bald, selbst in diesem Genre zu schreiben. Ihr erstes Werk war der Roman Vampirin wider Willen. Sie schrieb für die Serie Raumschiff Promet sowie für den Verlag Peter Hopf in der Buchreihe Retro-SF.
Unter dem Künstlernamen „Vanessa Saturn“ veröffentlichte sie einige Songs in Zusammenarbeit mit dem Musiker Boy 83.
Vanessa Busse starb mit 37 Jahren.

## Bibliografie
Raumschiff Promet – Von Stern zu Stern (Blitz-Verlag)
- 3 Dunkle Energie., 2014, ISBN 978-3-95719-493-0.
- 4 Angriff aus dem Nichts., 2014, ISBN 978-3-95719-494-7.
- 10 Entscheidung: Risiko., 2015, ISBN 978-3-95719-500-5.

Einzelromane
- Vampirin wider Willen. CreateSpace Independent Publishing, 2014.
- Das Vermächtnis des Arun. Retro-SF. Verlag Peter Hopf, Petershagen 2014, ISBN 978-3-86305-077-1.
- Umbra et luminis – Magie und Verlangen. A. Heinisch, Günzburg 2017, DNB 1152079867.

### Musik
- Kleines Mädchen (2014, auf Sampler Minimal Baby VII)
- Schmetterling (2015, auf Sampler Minimal Baby VIII)
- Celestial Sphere (2017, mit Boy 83)